# Hold on to Your Friends
"Hold On To Your Friends" är en singel av Morrissey, släppt i maj 1994. Det är den andra singeln från albumet Vauxhall and I. Singeln nådde plats 47 på UK Singles Chart.

## Låtlista

### 7" vinyl & kassett
1. "Hold On To Your Friends"
2. "Moonriver"

### 12" vinyl & CD
1. "Hold On To Your Friends"
2. "Moonriver (extended version)"

## Medverkande

### Musiker
- Morrissey: sång
- Alain Whyte: gitarr
- Boz Boorer: gitarr
- Jonny Bridgwood: basgitarr
- Woodie Taylor: trummor

## Live
Sånger framfördes live av Morrissey på hans turnéer 1995 och 1997.